# 珊瑠
珊瑠（さんる）は、北海道上川地方の上川郡下川町にある地名である。郵便番号は098-1211である。

## 地理
下川町の北部に位置する。地域は山林、採草地として利用されている。東は一の橋、南は上名寄、北町、三の橋、西は名寄市、北は雄武町に接する。

### 河川
- サンル川
  - サンルダム
    - しもかわ珊瑠湖

## 歴史
サンル川は、「サンルペシベ」として江戸末期には松浦武四郎（天塩日誌）、明治初期には佐藤正克（闢幽日記）による記録が見え、名寄盆地とオホーツク海を結ぶ峠道であった。その開拓は、1906年に岐阜団体が入殖して始まった。当時はサンルベシベ御料地と呼ばれた。1917年にサンル川支流の鉱山沢川上流で金の露頭が発見されたことにより、鉱山としての開発が始まり、1926年から1943年までの三井鉱山株式会社による珊瑠鉱山の操業中は、戸数300戸を数える市街地を形成したが、閉山により消滅した。その他の地域は農林地帯として発展し、木工場や澱粉工場もあったが、サンルダム建設による水没予定地の立ち退きのため全戸移転となり、無住地となったことから、1999年（平成11年）3月31日に珊瑠公区（行政区）が廃止された。

### 沿革
- 1924年（大正13年）1月1日 - 下川村分村に伴い、11字が設置される。
- 1984年（昭和59年）4月1日 - 従来の字を改正し、珊瑠が設置される。

### 町名の変遷
| 実施後 | 実施年月日   | 実施前（字名）                                       |
| ------ | ------------ | ---------------------------------------------------- |
| 珊瑠   | 1984年4月1日 | サンル原野の全部、名寄原野、名寄、上名寄原野の各一部 |

## 交通

### 道路
- 北海道道60号下川雄武線

## 施設
- 国土交通省北海道開発局旭川開発建設部名寄河川事務所サンルダム管理支所
  - 2019年（平成31年）4月1日 - 開設
- 下川町営サンル牧場
- 珊瑠小学校（廃校）
  - 1908年（明治41年）2月 - サンル7線の個人宅で授業開始
  - 1908年（明治41年）6月 - 珊瑠簡易教育所の設立認可
  - 1910年（明治43年）10月 - サンル8線に校舎新築移転
  - 1917年（大正6年）4月 - 名寄町立珊瑠尋常小学校に昇格
  - 1922年（大正11年）10月 - サンル9線に校舎新築移転
  - 1924年（大正13年）1月 - 下川村立珊瑠尋常小学校に改称
  - 1931年（昭和6年）8月 - サンル12線に校舎新築移転
  - 1941年（昭和16年）4月 - 下川村立珊瑠国民学校に改称
  - 1947年（昭和22年）4月 - 下川村立珊瑠小学校に改称
  - 1949年（昭和24年）12月1日 - 下川町立珊瑠小学校に改称
  - 1971年（昭和46年）4月1日 - 下川町立下川小学校珊瑠分教室となる
  - 1972年（昭和47年）3月31日 - 分教室閉鎖
- 珊瑠第二小学校（廃校）
  - 1933年（昭和8年）12月17日 - 珊瑠鉱山に下川村立珊瑠第二小学校開設
  - 1941年（昭和16年）4月 - 下川村立珊瑠第二国民学校に改称
  - 1943年（昭和18年）7月31日 - 珊瑠鉱山の閉鎖により学校も閉鎖
- 珊瑠中学校（廃校）
  - 1947年（昭和22年）5月12日 - 下川村立下川中学校珊瑠分校開設、珊瑠小学校と併置
  - 1949年（昭和24年）12月1日 - 下川町立下川中学校珊瑠分校に改称
  - 1952年（昭和27年）4月 - 下川町立珊瑠中学校として独立、小学校と併置
  - 1972年（昭和47年）4月1日 - 珊瑠小学校（分教室）閉鎖に伴い、下川中学校に統合、廃校
- サンル郵便局（廃局）
  - 1935年（昭和10年）7月26日 - サンル12線にサンル郵便取扱所開設
  - 1938年（昭和13年）1月31日 - サンル郵便局に昇格（無集配）
  - 1944年（昭和19年）6月15日 - 珊瑠鉱山の閉山により閉局